# Єлбаси
Єлбаси (з казах. — «лідер нації», «глава держави») – офіційний і розповсюджений титул, який носив перший президент Республіки Казахстан Нурсултан Назарбаєв. Титул був одним із елементів культу особистості Назарбаєва.

## Історія
12 травня 2010 року депутати Мажіліса — нижньої палати парламенту Казахстану одноголосно прийняли поправки до пакету законопроєктів, що наділяють президента Назарбаєва статусом лідера нації. 13 травня 2010 року Сенат Казахстану (верхня палата парламенту) затвердив поправки до законодавства, які надають президенту Нурсултану Назарбаєву статусу «єлбаси». 3 червня того ж року Назарбаєв відмовився підписувати законопроєкт, проте не наклав на нього вето. Відповідно до лазівок у казахстанському законодавстві, закон, не підписаний, але й не повернутий президентом до парламенту, починає діяти через 30 днів після надходження на підпис президенту. Таким чином, титул «єлбаси» Назарбаєв офіційно отримав у червні 2010 року.
29 квітня 2022 року президент Казахстану Касим-Жомарт Токаєв анонсував референдум щодо поправок до конституції, однією з правок було повне виключення згадок Нурсултана Назарбаєва з конституції, зокрема й титулу єлбаси. За результатами референдуму більшість населення країни проголосувала за поправки, тим самим позбавивши Назарбаєва цього статусу. 10 січня 2023 року Конституційний суд Казахстану видав постанову про втрату чинності закону про першого Президента РК. Постанова в свою чергу вступило в силу з дня його прийняття.